# Trương Hữu Chí
Trương Hữu Chí (sinh 1952) là đại biểu Quốc hội Việt Nam khóa XI, thuộc đoàn đại biểu Đồng Nai.